# المحقق كونان: عد تنازلي إلى الجنة
المحقق كونان: العد التنازلي إلى الجنة (باليابانية: Countdown to Heaven،名探偵コナン 天国へのカウントダウン، بالروماجي: Meitantei Conan: Tengoku no Countdown) هو الفيلم الخامس للمحقق كونان، عرض في أبريل 2001. وهو من رسم مؤلف المانغا غوشو أوياما، , وتمت دبلجته للغة العربية من قبل مركز الزهرة تحت اسم العد التنازلي نحو المجهول وقد تم عرضه بالدبلجة العربية لأول مرة في مارس 2023 عبر منصة سبيستون غو ، وقد حقق أرباحاً وصلت إلى 2.3 مليار ين (23.9 مليون دولار أمريكي).

## القصة
في طريق عودة كونان من التخييم مع الدكتور أغاسا و فريق المتحرين الصغار، كانوا يلعبون لعبة و هي ان يقوموا بايقاف مؤقت في تمام ال30 ثانية و كانت ايومي الاكثر دقة. بعدها اتجهوا لزيارة برج التوأم الذي تم بناؤه في مدينة نيشي تاما ويقترب موعد افتتاحه. عند وصولهم إلى البرج، يلتقوا عند المدخل بتوغو، وران، وسوكو. فيتضح ان مالكة برج التوأم، ميو تكيوا، هي زميلة توغو موري في الجامعة، وقد تمت دعوتهم بشكل خاص قبل الافتتاح.قاموا كونان ورفاقه في جولة داخل البرج بمساعدة سكرتيرة ميو، تومومي ساواجوتشي، تعرفو على تقنية جديدة و هي جهاز يتنبأ بشكل الوجه بعد عشر سنوات و قاموا بتجريبه. ثم صعدوا الى قاعة الحفلات بالطابق الأعلى، حيث يمكن رؤية جبل فوجي بشكل كامل و كانت هناك سيارة فورد موستنج جديدة معروضة، و تعرفوا على: الرسام الياباني العظيم ومعلم ميو في الرسم، كيساراجي مينيسوي، وعضو مجلس مدينة نيشي تاما، أوكي إواماتسو، ومصمم البرج، كازاما هيديهيكو.
وبينما كل واحد منهم يستمتع بالمنظر من البرج، يلاحظ كونان سيارة بورشيه 356A سوداء، وهي السيارة المفضلة لجين، متوقفة أمام مدخل البرج ولكنها تهرب. وفي تلك الليلة، يُقتل أوكي عضو مجلس المدينة طعنًا في جناح فاخر بفندق داخل البرج. بجانب الجثة وُضع كأس ساكي صغير مكسور إلى نصفين. يبدؤوا كونان وفريق المتحرين الصغار  التحقيق في جريمة قتل أوكي. وفي إطار ذلك، يزورون شقة المدير التنفيذي، هارا يوشيأكي، لكنهم يجدونه قد قُتل بالفعل. وبما أن كأسًا مكسورًا وُضع في مسرح الجريمة هذه ايضا، تتابع الشرطة التحقيق باعتباره قتلًا متسلسلًا. من ناحية أخرى، جين وفودكا كانا قد حصلا على معلومات أن هايبرا  التي هي شيري سابقًا ستحضر حفل افتتاح برج التوأم.
في يوم الحفل، تظهر سوكو بشعر متموج يشبه شيري وذلك لأن الصورة التي خرجت من الجهاز اللذي يتنبأ بشكل الوجه بعد عشر سنوات لم تعجبها، فحاولت تغيير مظهرها مستلهمة من هايبرا. خلال الحفل، يتم إطفاء الإضاءة من أجل تقديم لوحة جبل فوجي لكيساراجي، لكن عند إضاءة الأنوار، وُجدت جثة ميو مالكة البرج معلقة أمام اللوحة. بعد أن توصل كونان إلى حقيقة الجريمة، تبدأ القنابل التي زرعتها المنظمة السوداء بالانفجار واحدة تلو الأخرى داخل البرج من أجل تدمير البيانات التي سرقها المدير التنفيذي هارا قبل أن يتم تصفيته لكونه عضوًا سابقًا في المنظمة خانهم. ينقطع التيار الكهربائي، ويصعد كونان ومن معه في مصعد خاص لكبار الشخصيات، لكن في الطريق يحاول جين قنص سوكو معتقدًا أنها شيري. بفضل سرعة بديهة كونان يتم تفادي الطلقة، لكن المصعد يتوقف.
يتمكن كونان وران من الهرب إلى المبنى B، لكن عندما يعلم كونان أن فريق المتحرين الصغار لم يخرجوا بعد، يعود بلوح التزلج المزود بمحرك توربيني إلى الطابق الستين من المبنى A ويلتقي بهم. يترك كونان فريق المتحرين الصغار يصعدون إلى السطح أولًا، بينما يعود مع هايبرا إلى قاعة الحفل، حيث يجد القاتل، كيساراجي. كان دافعه أنه، كرسام لجبل فوجي، اعتاد لسنوات على القدوم إلى تل معيّن، ومنذ ثلاث سنوات بنى هناك منزلًا وورشة عمل، لكن برج التوأم حجب عنه منظر فوجي. فقرر ان يقتل كل من ساعد ببناء البرج. اما الكأس المكسور فكان يرمز إلى جبل فوجي الذي قُطع بسبب البرج. وبعد أن اعترف بكل شيء، حاول الانتحار، لكن كونان أطلق عليه سهمًا مخدرًا وجعله ينام. مع اشتعال سطح المبنى بسبب انفجار من تدبير فودكا، ووجود قنابل مزروعة في الطابق 75 من المبنى A، لم يعد هناك امل للصعوض للسطح. يخطر في بال كونان استخدام سيارة الفورد موستنج جديدة التي كانت معروضة، والقفز بها، مستغلًا قوة الانفجار، إلى حوض السباحة الموجود على سطح المبنى B. كانت هايبرا هي من سيقرأ عدّاد الوقت المثبت على القنبلة، لكنها، حتى بعد بقاء أقل من 30 ثانية، لم تصعد الى السيارة، إذ كانت تنوي التضحية بنفسها. لكن جينتا وميتسو أنقذا حياتها بالقوة، وبمساعدة دقة ايومي بقياس الثواني و براعة كونان تمكن الجميع من الهرب بأمان.

## وصلات خارجية
- المحقق كونان: عد تنازلي إلى الجنة على موقع IMDb (الإنجليزية)
- المحقق كونان: عد تنازلي إلى الجنة على موقع روتن توميتوز (الإنجليزية)
- المحقق كونان: عد تنازلي إلى الجنة على موقع نتفليكس (الإنجليزية)
- المحقق كونان: عد تنازلي إلى الجنة على موقع ألو سيني (الفرنسية)
- المحقق كونان: عد تنازلي إلى الجنة على موقع أول موفي (الإنجليزية)
- المحقق كونان: عد تنازلي إلى الجنة على موقع فيلمافينيتي (الإسبانية)
- المحقق كونان: عد تنازلي إلى الجنة على موقع قاعدة بيانات الفيلم (الإنجليزية)
- المحقق كونان: عد تنازلي إلى الجنة على موقع ليتربوكسد (الإنجليزية)
- المحقق كونان: عد تنازلي إلى الجنة على موقع كينوبويسك (الروسية)
- المحقق كونان: عد تنازلي إلى الجنة على موقع ANN anime (الإنجليزية)

- موقع أفلام المحقق كونان.